# John Holmes (politikus)
John Holmes (Kingston, 1773. március 14. – Portland, 1843. július 7.) az Amerikai Egyesült Államok Maine államának szenátora.